# Hedegårde (Horsens Sogn)
 For alternative betydninger, se Hedegårde. (Se også artikler, som begynder med Hedegårde)
Hedegårde er et autoriseret stednavn for et landbrugsområde beliggende 500 meter nord for Langholt i Aalborg Kommune.
Området består af ager og flere tætliggende gårde.